# Khuit
Khuit II là vợ của vua Teti, pharaoh đầu tiên của triều đại thứ sáu của Ai Cập.

## Tiểu sử
Khuit có thể là người vợ hoàng gia nổi bật đầu tiên từ triều đại Teti. Nếu vậy, vị trí của bà sau đó sẽ được Iput tiếp quản. Khuit có thể là mẹ của Vua Userkare (theo Jánosi và Callender), nhưng điều này không chắc chắn và một số người sẽ có một nữ hoàng tên là Khentkaus IV là mẹ của Userkare. Khuit là mẹ của Tetiankhkem, trong khi con gái của Khuit có thể là Seshseshet Sheshit.
Theo di tích của bà, Khuit giữ các danh hiệu:
- Vợ của Vua (mt-niswt) và Vợ của Vua, người yêu dấu của ông (mt-niswt mryt.f)
- Đồng hành của Horus (smrt-rw) [5]

## An táng

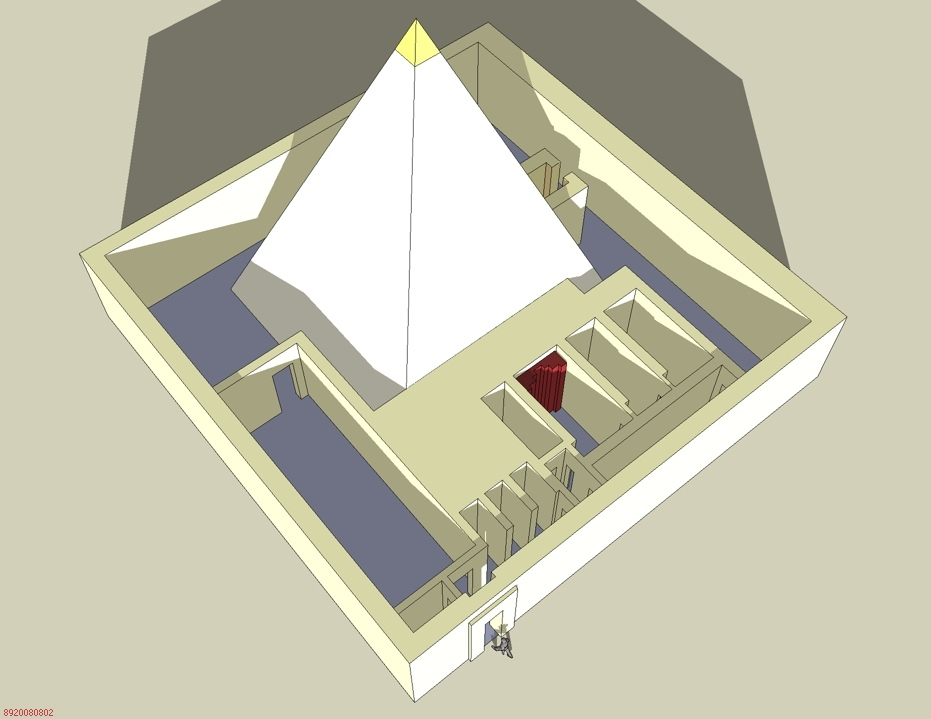
Quần thể kim tự tháp Khuit ở Saqqara

Kim tự tháp Iput I và Khuit được phát hiện trong khoảng thời gian từ tháng 7 năm 1897 đến tháng 2 năm 1989 bởi Victor Loret, chúng nằm ở phía bắc khu phức hợp kim tự tháp của Tetani tại Saqqara.

Loret ban đầu đã nghĩ rằng lăng mộ của Khuit là một mastaba. Các cuộc khai quật vào những năm 1960 của Maragioglio và Rinaldi lần đầu tiên cho rằng Khuit đã được chôn cất trong một kim tự tháp. Phần còn lại của khối xây thuộc tàn tích của một ngôi đền nhỏ đã được tìm thấy. Các cuộc khai quật tiếp theo vào năm 1995 bởi Hawass đã xác nhận rằng lăng mộ của Khuit là một kim tự tháp. Các cuộc khai quật của kim tự tháp đã tiết lộ một phòng chôn cất với một chiếc quách bằng đá granit màu hồng. Ngôi đền chôn cất gắn liền với khu phức hợp tang lễ của bà nằm ở phía đông của kim tự tháp. Ngôi đền bao gồm một phòng cúng dường với một cánh cửa giả và một bàn thờ. Các bức tường của ngôi đền đã được trang trí và cho thấy cảnh những người mang lễ.